# Ludewigs-Orden

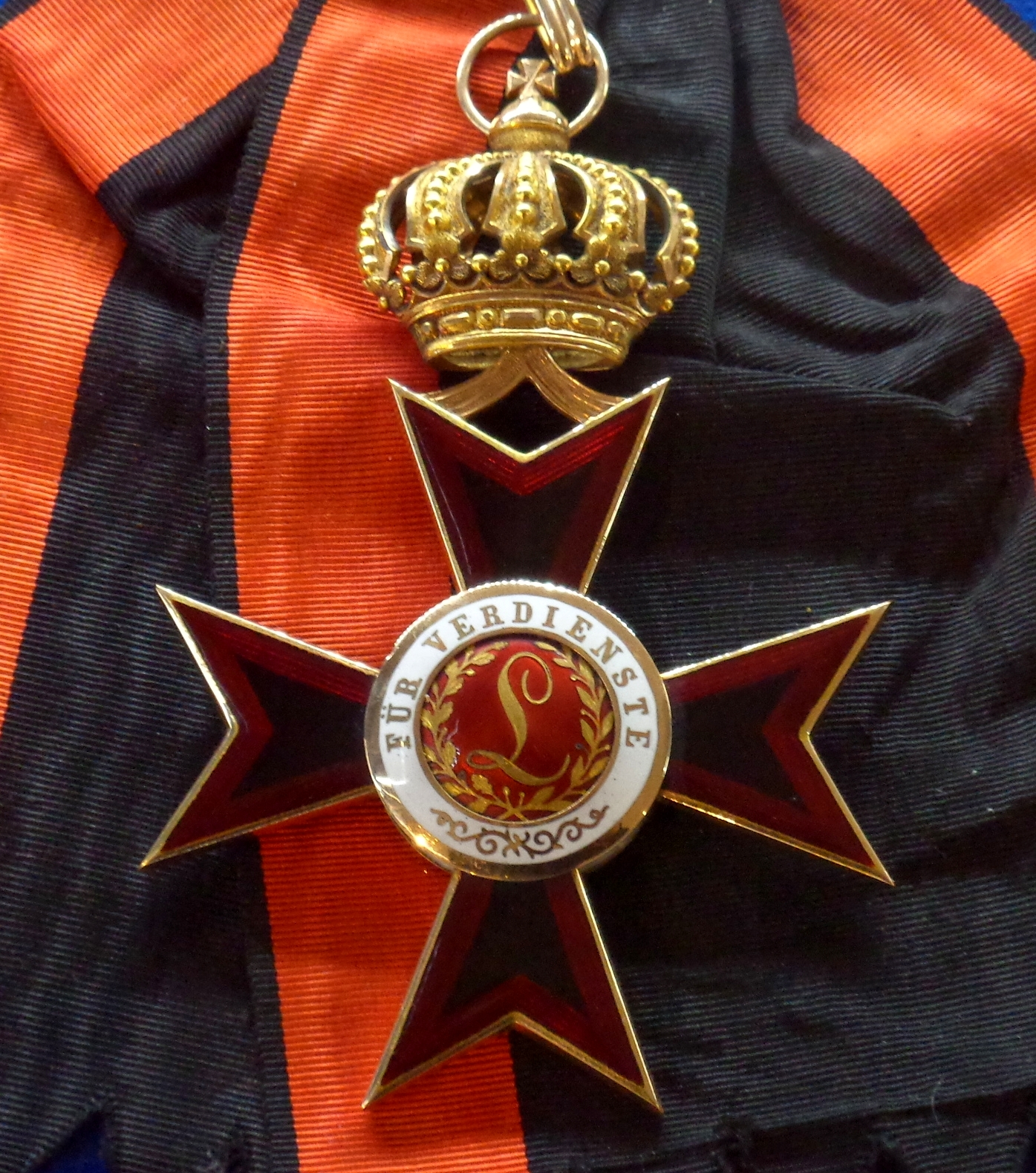
Großkreuz

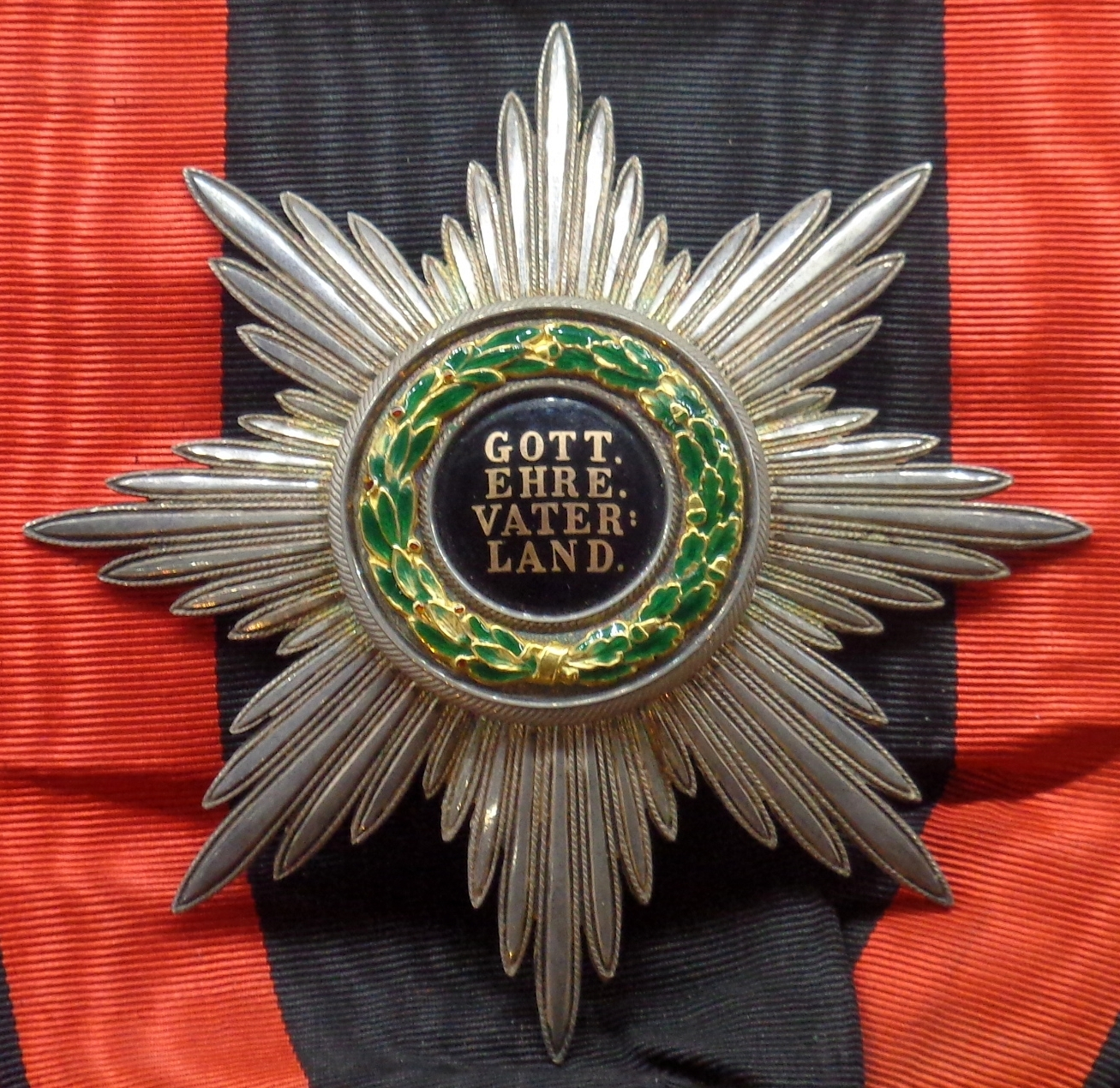
Stern zum Großkreuz

Der Ludewigs-Orden, auch Ludwigsorden, war der höchste und älteste Verdienstorden des Großherzogtums Hessen. Er wurde am 25. August 1807, dem Namenstag des Heiligen Ludwig, durch Großherzog Ludwig I. gestiftet. Er war der erste Orden weltweit, der in fünf Ordensklassen gestiftet wurde.
14 Jahre lang war der Orden nicht statuiert, und wurde daher neben Ludewigs-Orden (nach dem Stifter) auch Großherzoglich Hessischer Haus- und Verdienstorden (nach der Aufschrift „Für Verdienste“) genannt.
Erst unter dem Sohn des Stifters, Großherzog Ludwig II., erhielt der Orden am 14. Dezember 1831 amtliche Statuten und den offiziellen Namen Ludewigs-Orden.
Er wurde für militärische und zivile Verdienste verliehen und erlosch mit dem Ende der Monarchie infolge der Novemberrevolution 1918.

## Ordensklassen
Der Orden wurde zunächst in fünf Klassen verliehen, die, wie der Orden selbst, keine offiziellen Namen trugen.
Mit der Statuierung des Ordens im Jahr 1831 erhielten die Klassen offiziell die Bezeichnungen:
1. Großkreuz
2. Kommandeur I. Klasse
3. Kommandeur II. Klasse
4. Ritter I. Klasse
5. Ritter II. Klasse

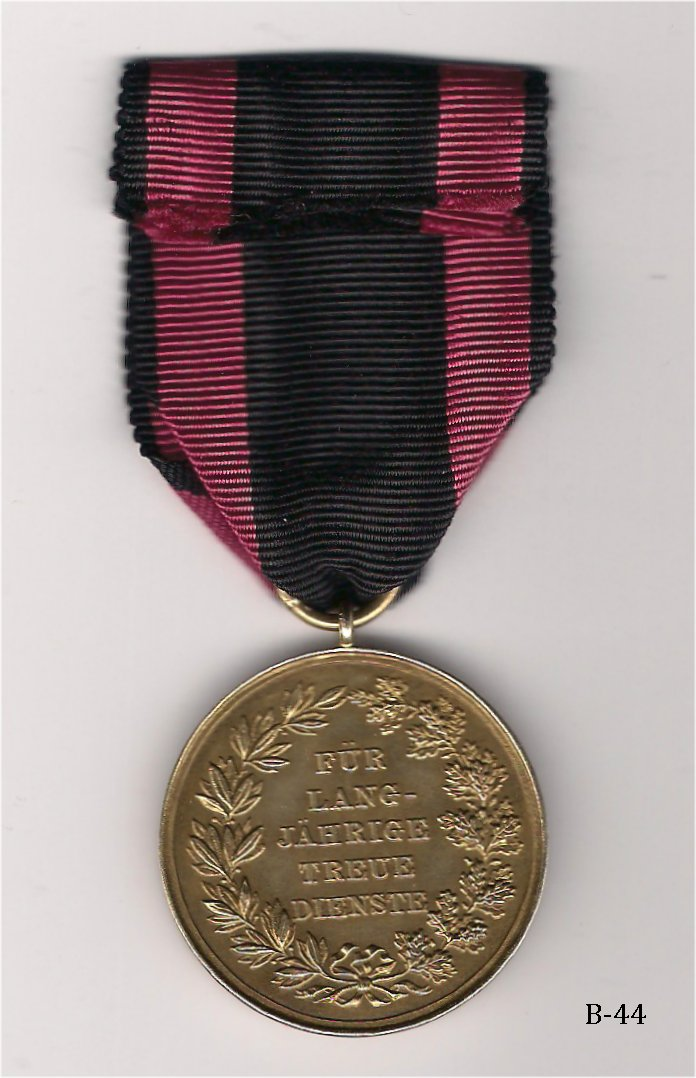
Medaille „Für Langjährige Treue Dienste“ in Gold am Band des Ludewigs-Ordens

Großherzog Ludwig III. erweiterte den Ludewigs-Orden 1849 um eine Goldene und eine Silberne Medaille.
Die Medaillen des Allgemeinen Ehrenzeichens
- Für Tapferkeit
- Für Verdienste
- Für Treue Dienste
- Für Langjährige Treue Dienste
- Für Fünfzigjährige Treue Dienste
- Für Wiederholte Rettung von Menschenleben

wurden ab dann auch am Band des Ludewigs-Orden verliehen.
1907 wurde das Ritterkreuz I. Klasse durch das Ehrenkreuz ersetzt, die Klassen waren von nun an:
- Großkreuz
- Kommandeur I. Klasse
- Kommandeur II. Klasse
- Ehrenkreuz
- Ritter
- Goldene Medaille
- Silberne Medaille

Anlässlich seines 25-jährigen Regierungsjubiläums stiftete Ernst Ludwig 1917 die Collane zum Ludewigs-Orden.

## Ordensdekoration
Das Ordenszeichen ist ein schwarz emailliertes, achtspitziges, rot- und goldbordiertes Kreuz. Im roten Medaillon, das von der Umschrift FÜR VERDIENSTE auf weißem Grund umgeben ist, die von einem Lorbeerkranz umschlossene Initiale des Stifters L. Im Revers befindet sich die vierzeilige Ordensdevise GOTT / EHRE / VATER- / LAND. Diese ist von einem weißen Reif umschlossen, in dem ein grüner Lorbeerkranz zu sehen ist. Über dem Kreuz befindet sich eine fünfbügelige Krone (Großherzogskrone).

Für außergewöhnliche Verdienste konnte die Auszeichnung auch mit Brillanten und Rubinen verliehen werden.

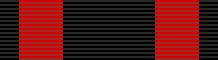
Ordensband

Das Ordensband ist schwarz mit breiten roten Bordstreifen.

## Trageweise
Das Großkreuz wurde an einem Schulterband von der linken zur rechten Schulter sowie mit einem achtstrahligen Bruststern getragen. Kommandeure trugen die Auszeichnung um den Hals, wobei die I. Klasse zusätzlich ein vergrößertes Ordenszeichen mit silbernen Strahlen in den Winkeln als Bruststern trugen. Das Ehrenkreuz war ein Steckkreuz und Ritter trugen die Auszeichnung am Band auf der linken Brustseite. Die Medaillen wurden einzeln am Bande auf der linken Brustseite oder in der Ordensspange getragen.

## Galerie

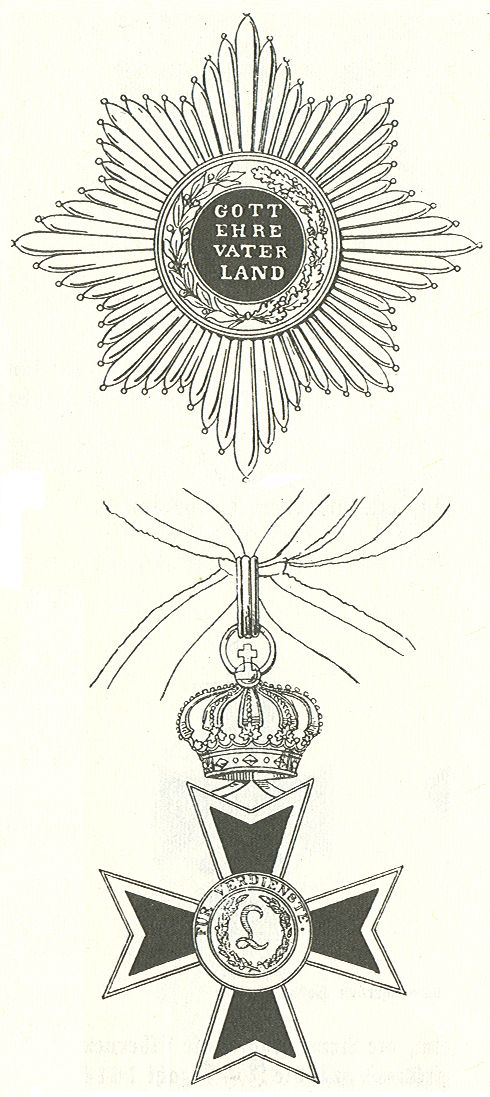
Bruststern und Ordenszeichen (Großkreuz)
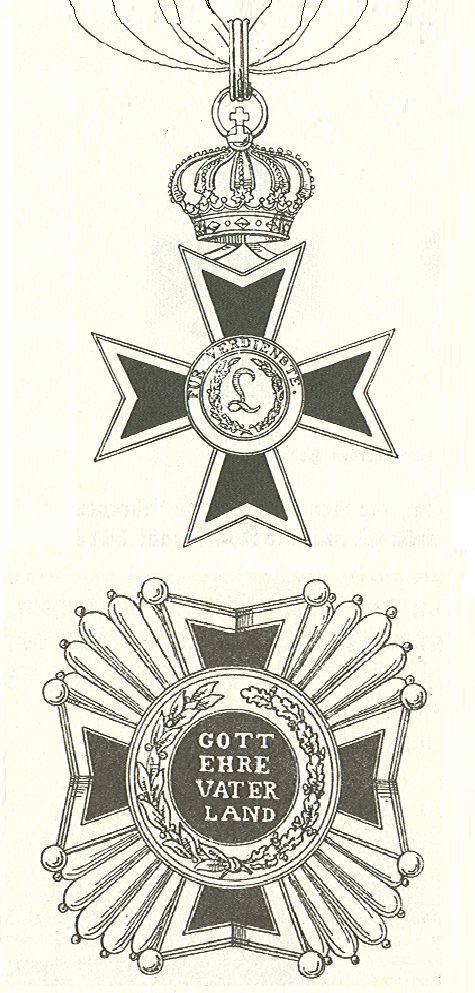
Bruststern und Ordenszeichen (Kommandeur I. Klasse)
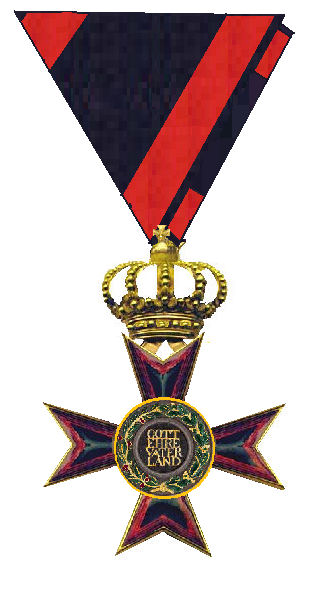
Ritterkreuz am Dreiecksband
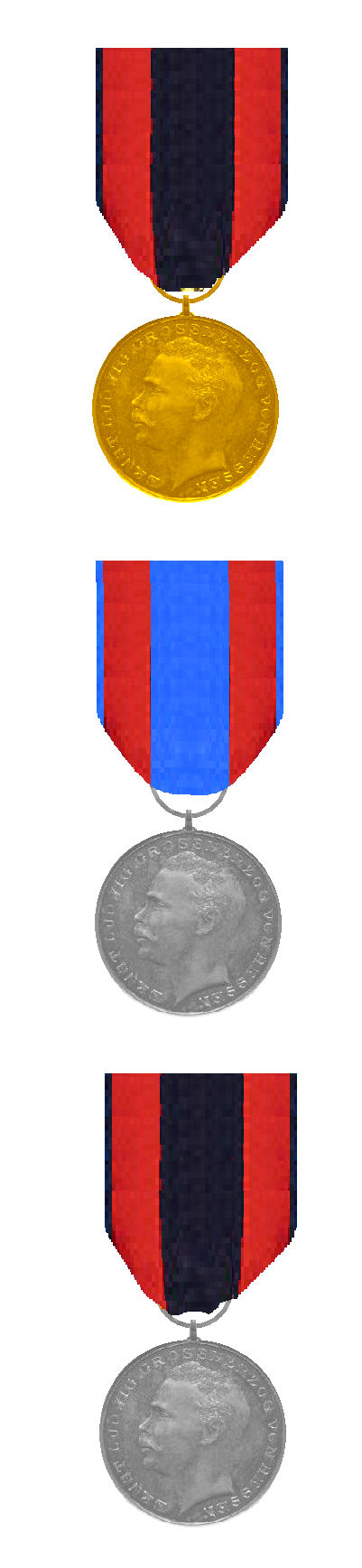
Medaillen